# Andrew Jao
Andrew Čch'-Čch' Jao (* 24. prosince 1946, Šanghaj) je čínský informatik. Je znám rozvinutím algoritmu minimax do tzv. Jaova principu. Roku 2000 obdržel Turingovu cenu, nejprestižnější ocenění v oblasti počítačových věd, a to za „teorii počítání včetně generování pseudonáhodných čísel, kryptografii a výpočetní složitost“.
Vystudoval fyziku na Národní tchajwanské univerzitě (bakalářská úroveň), na Harvardově univerzitě (magisterská úroveň) a na Univerzitě Illinois v Urbana Champaign (PhD). Dlouho pracoval ve Spojených státech (MIT, Stanfordova univerzita, Kalifornská univerzita v Berkeley, Princetonská univerzita) a získal i americké občanství, ovšem roku 2015 se ho vzdal a obnovil si občanství čínské. Od roku 2004 je profesorem Univerzity Čching-chua v Pekingu.